# Jętniczek piłkowany
Jętniczek piłkowany (Ephemerum serratum (Schreb. ex Hedw.) Hampe) – gatunek mchu należący do rodziny płoniwowatych (Pottiaceae Schimp.). 

## Rozmieszczenie geograficzne
Występuje w Ameryce Północnej (Kanada, Stany Zjednoczone), Brazylii, Europie, Chinach, Afryce południowej i Nowej Zelandii.

## Morfologia
GametofitRośliny o wysokości poniżej 2 mm. Listki podłużnie do jajowato lancetowate, o rozmiarach 1–2,4 mm na 0,17–0,3 mm. Żeberka zwykle brak lub śladowe.
SporofitZarodniki kuliste lub nerkowate, o rozmiarach 55–106 na 27–75 µm.

## Biologia i ekologia
Puszki zarodni dojrzewają przez cały rok, najwięcej jesienią. Rośnie na łąkach, pastwiskach i wysychającej glebie. Występuje na wysokościach od 5 do 1150 m n.p.m.

## Systematyka i nazewnictwo
Synonimy według The Plant List: Phascum serratum Schreb. ex Hedw., Phascum stoloniferum Dicks. ex Hedw.
Odmiany:
- Ephemerum serratum var. praecox A.W.H. Walther & Molendo
- Ephemerum serratum var. rutheanum (Schimp.) Jur.
- Ephemerum serratum var. subulatum Boulay